# 小行星3388
小行星3388（1981 YR1）是一顆以香港企業家曾憲梓命名的小行星。

## 概述
小行星3388是由紫金山天文台於1981年12月21日發現的。

## 基本參數
- 名稱：3388 曾憲梓（1981 YR1）

### 軌道根數
- 日期：2453200.5（中國時間2004年7月14日08時00分00秒，曆書時）
- 偏心率：0.2009763
- 升交點黃經：99.11366°
- 軌道半徑：2.3632598天文單位
- 公轉週期：3.6331地球年
- 近日點日距：1.8883006天文單位
- 近日點角距：16.88477°
- 黃經平均變化率：0.271292°/天
- 近日點日期：2452970.1855561（中國時間2003年11月27日00時27分12秒，曆書時）
- 軌道傾角：25.00921°
- 遠日點日距：2.83821901天文單位

## 請參見
- 香港
- 曾憲梓

| 前一小行星： 小行星3387 | 小行星列表 | 後一小行星： 小行星3389 |